# Ågot Gjems Selmer

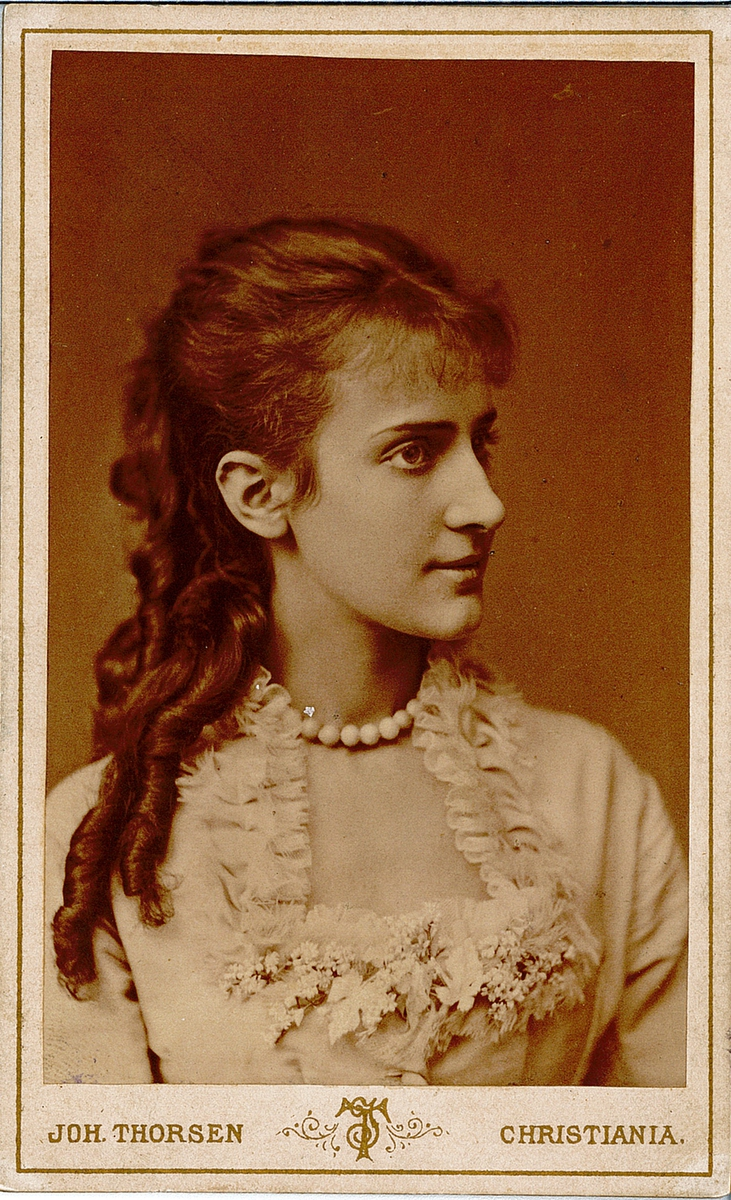
Ågot Gjems Selmer

Ågot Gjems Selmer (geboren am 27. Oktober 1857 in Kongsvinger; gestorben am 25. September 1926 in Ås) war eine norwegische Schauspielerin, Schriftstellerin und engagierte sich aktiv in der Frauenbewegung. Sie war bekannt für ihre Schilderungen über das Leben als Arztfrau in Nordnorwegen. Sie hielt auf ihren Reisen Vorträge über sexuelle Aufklärung von Kindern und verfasste zehn Werke zu diesem Themenbereich. Ihre Bücher wurden in mehrere Sprachen übersetzt.

## Leben
Gjems war die älteste Tochter von neun Kindern des Kaufmanns Sven[d] Jørgen Gjems (* 1832) und Johanne Marie Edvardine (geborene Rolfsen, * 1837). Als das Geschäft des Vaters Bankrott ging, zogen sie 1869 nach Kristiania um. Hier lebten sie in sehr ärmlichen Verhältnissen. Trotzdem konnte sie Nissens Mädchenschule besuchen, wo sie unter anderem Ragna Nielsen als Lehrerin hatte. Im Alter von achtzehn Jahren entschied sie sich gegen den Willen ihrer Eltern, Schauspielerin zu werden. Sie erhielt unter anderem eine Ausbildung beim Theaterlehrer Hartvig Lassen und debütierte 1876 am Christiania Theater in Thomos Mortons Stück Den hjemkomne Nabo. Sieben Jahre lang blieb sie am Theater; eine ihrer größten Rollen war die der Petra in Henrik Ibsens En folkefiende. 1883 heiratete sie Alfred Selmer (1. März 1851–26. Juni 1919), der noch im selben Jahr Bezirksarzt in Balsfjord wurde. Der Umzug stellte einen Einschnitt in ihrer künstlerischen Karriere dar, und sie musste sich auf ein komplett anderes Leben einstellen. Ihr Mann war als Arzt für einen großen Bezirk verantwortlich und war häufig auf Reisen. Sie hingegen musste das Führen eines Haushalts erst erlernen und ihm zudem teilweise bei Operationen assistieren oder ihn bei seinen Konsultationen begleiten. Sie lernte die Gegensätze zwischen Arm und Reich kennen und stellte bald einen Mangel an Wissen unter der Bevölkerung über deren eigene Gesundheit und Sexualität fest.
Am Anfang des Jahres 1900 reiste sie durch das Land und hielt Vorträge, deren Text später unter dem Titel norwegisch Vore børns sedelige opdragelse ‚Die sittliche Erziehung unserer Kinder‘ 1902 auch in gedruckter Form erschien. Sie verfasste in Kombination mit ihren eigenen Erfahrungen als Mutter mehrere Schriften und hielt weitere Vorträge. Es ging ihr insbesondere darum, ihre Beiträge zur sexuellen Aufklärung altersgerecht umzusetzen und den Kindern zu erklären woher sie kommen, anstatt ihnen zu erzählen, dass sie vom Storch geliefert würden. Auch die Aufklärung über die Übertragung und Behandlung von Geschlechtskrankheiten wie Syphilis war ein Thema, über das sie informierte. Ihr Vortrag rief unterschiedliche Reaktionen hervor: Die einen kritisierten, ihre Ausführungen seien zu konkret, andere zeigten sich erleichtert darüber, dass sich jemand dieses Themas annahm. Sie wurde von Frauen- und Moralverbänden im ganzen Land eingeladen und hielt im Herbst 1901 diesen Vortrag auch in Stockholm. Zu ihrem Buch Die Doktorsfamilie im hohen Norden, das auch der Aufklärung dienen sollte, erschien 1903 im Allgemeinen Literaturblatt folgende Kritik:

„eine Reihe anzieneiuer und anmutender Bilder und Episoden aus dem Leben einer norwegischen Familie, die im banne Nansens steht; daraus ergeben sich allerlei rührende und hübsche, ernste und komische Situationen; daß im Schlußkapitel die Mutter ihre Kinder über die Herkunft der Kinder belehrt, möchten wir, so dezent und poetisch es auch geschieht, ernstlich beanstanden. Als Ratschlag für Mütter, in einem Buche für diese, mag es diskutabel sein. Aber das Buch soll ja Kindern direkt in die Hand gegeben werden.“

Gjems Selmer korrespondierte unter anderem mit den Frauenrechtlerinnen Ragna Nielsen, Randi Blehr, Betzy Kjelsberg, Fredrikke Qvam und Ellen Key sowie mit dem Künstler Carl Larsson. Sie war Mitglied der Kvinnestemmerettsforeningen (Verein für das Frauenstimmrecht) und setzte sich in ihren Beiträgen in Zeitungen und Zeitschriften für das Wahlrecht und mehr Gleichberechtigung zwischen den Geschlechtern ein.
In Balsfjord hatte sie auch ein Theaterstück norwegisch Et hjem for mennesker ‚Ein Heim für Menschen‘ verfasst, das 1901 in Buchform erschien, jedoch nie auf der Bühne aufgeführt wurde. In dem Stück beleuchtet sie die Problematiken in der Ehe und die Notwendigkeit, die eigene Unabhängigkeit und Individualität zugunsten der Zweisamkeit aufzugeben, wie sie es selbst getan hatte, als sie ihre Schauspielkarriere und ihr Leben in der Hauptstadt zugunsten der Arbeit ihres Mannes auf dem Land aufgab. 1902 zog das Ehepaar nach Ås südlich von Oslo. Hier schrieb Gjems Selmer weitere Bücher und setzte ihr Engagement für Frauenthemen und Mutterschaft fort. 1917 reiste sie erneut mit einem Vortrag durchs Land, der sich mit der Kindererziehung zur Vermeidung von Kriegen befasste.

## Familie
Gemeinsam mit ihrem Ehemann Alfred Selmer, den sie am 6. Oktober 1883 heiratete, hatte Gjems Selmer acht Kinder, von denen einige jung starben:
- Ragnar Selmer (4. September–7. September 1884)
- Tordis Gjems Selmer (2. Juni 1886–15. Februar 1964) wurde Sängerin ⚭ 1956 mit Lars Eknes.
- Liv Gjems Selmer (29. April 1889–1969) ⚭ 20. Juni 1935 mit Leif Asbjørn Røslie (26. Oktober 1900–17. März 1969)
- Aagot Gjems Selmer (22. Oktober 1890–15. Dezember 1976) ⚭ 14. Juni 1914 mit Julius Wilhelm Guthormsen (28. September 1880–20. März 1953), zwei Kinder
- Alfred Jørgen Gjems Selmer (4. Juni 1893–30. Januar 1919) wurde Schauspieler ⚭ 28. Juli 1917 mit Liv Uchermann (7. Januar 1893–24. Januar 1983) eine Tochter, er starb an der Spanischen Grippe.
- Rajala Gjems Selmer (25. April 1895–31. Januar 1896)
- Alfredsdatter Selmer (Totgeburt 5. Mai 1898)
- Bergljot Gjems Selmer (Lillemor von Hanno, 30. Dezember 1900–5. April 1984) wurde Schauspielerin und Schriftstellerin, ⚭ 1. am 9. April 1927 mit dem Zeichner und Theatermaler Otto Friedrich Wilhelm von Hanno (14. Oktober 1891–10. November 1956), Sohn des Architekten Carl Wilhelm von Hanno (1860–1912) und dessen Frau Ingeborg (geborene Gjerdrum, 1868–1927), eine Tochter, 2. mit Joakim Lund Ihlen (22. März 1899–15. September 1981)[4]

Ihr Ehemann starb 1919, nach einem Fahrradunfall. Er war ein Sohn von Johan Jørgen Selmer (18. November 1815–29. April 1886) und dessen Frau Cicilie Hilmara (geborene Krohg, 19. Januar 1823–6. Mai 1909).

## Werke (Auswahl)
- Smaapigernes bog. Aschehoug forlag, Oslo 1900 (runeberg.org).
- Et hjem for mennesker. 1901 (Theaterstück).
- Da mor var liden. Aschehoug forlag, Oslo 1902.
- Den gang : af mit livs digt. 1904 (runeberg.org).
- Lillemor. Aschehoug forlag, Oslo 1911 (runeberg.org).

Auf Deutsch erschienen
- Die Doktorsfamilie im hohen Norden. Ein Buch für die Jugend. Etzold & Co, München 1903 (ins Deutsche übertragen von Francis Maro, Originaltitel Smaapigernes bog).
- Die sittliche Erziehung unserer Kinder. Ein Vortrag. E. E. Meyer, Leipzig / Aarau / Stuttgart 1907 (ins Deutsche übertragen von Friedrich von Kaenel, mit einem Geleitwort von Emma Coradi-Stahl).
- Als Mutter klein war. Ein Buch für die Jugend. Etzold, München 1911.
- Schwesterchen. Eine Erzählung für die ganze Familie. Merseburger, Leipzig 1913 (ins Deutsche übertragen von Marie Leskien-Lie, Originaltitel Lillemor.).

Niederländische Ausgabe
- Een doktersfamilie in het hooge Noorden. Gebr. Kluitman, Alkmaar (niederländisch, dbnl.org).